# Jens Stage
Jens Stage, né le 8 novembre 1996 à Aarhus au Danemark, est un footballeur international danois qui joue au poste de milieu central au Werder Brême.

## Biographie

### AGF Århus
Passé par le Brabrand IF où il est formé, Jens Stage commence sa carrière professionnelle avec l'AGF Aarhus, qu'il rejoint en janvier 2016. Le 8 mai 2016 Stage joue son premier match en professionnel, lors de la rencontre de championnat entre son équipe et le FC Midtjylland (1-1).
En 2018 Stage s'impose en équipe première et porte à plusieurs reprises le brassard de capitaine de l'AGF Aarhus.

### FC Copenhague
Le 1er juillet 2019 Jens Stage est recruté par le FC Copenhague, qui débourse deux millions d'euros pour s'attacher ses services, et avec qui il signe un contrat de cinq ans. Le 14 juillet suivant il joue son premier match sous ses nouvelles couleurs lors du match de championnat remporté par son équipe face à l'Odense BK (2-3). Stage découvre avec le FC Copenhague la Ligue des champions en jouant face à The New Saints FC, le 23 juillet de la même année. Les Danois remportent la partie ce jour-là (0-2).
Lors du mercato hivernal 2022 il est proche de rejoindre le FC Augsbourg mais le prix demandé par le FC Copenhague est trop élevé et Stage reste au club.

### Werder Brême
Le 29 juin 2022, Jens Stage s'engage en faveur du Werder Brême, qui fait son retour dans l'élite du football allemand,.
Il joue son premier match pour le Werder le 1er août 2022, lors d'une rencontre de coupe d'Allemagne contre le FC Energie Cottbus. Il entre en jeu à la place de Leonardo Bittencourt et son équipe l'emporte par deux buts à un. Stage inscrit son premier but pour le Werder le 5 février 2023, à l'occasion d'une rencontre de championnat face au VfB Stuttgart. Titulaire, il ouvre le score et participe à la victoire de son équipe par deux buts à zéro.
Le 29 septembre 2024, Jens Stage se fait remarquer en réalisant un triplé lors d'une rencontre de Bundesliga face au TSG 1899 Hoffenheim. Titularisé, il participe à la remontée au score de son équipe, qui menée de trois buts après seulement douze minutes parvient finalement à s'imposer par quatre buts à trois ,.

### En sélection
En août 2018, Jens Stage est convoqué pour la première fois avec l'équipe du Danemark espoirs. Le 16 octobre 2018, il joue son premier match avec cette sélection, face aux Îles Féroé. Stage entre en jeu à la place de Mikkel Duelund ce jour-là et le Danemark s'impose (3-0).

### Style de jeu
Milieu de terrain de formation, Jens Stage est un joueur combatif et polyvalent pouvant jouer à plusieurs postes différents. Alors qu'il est plus naturellement positionné dans l'entrejeu, il a également été utilisé en défense centrale, au poste d'arrière droit ou d'arrière gauche et même d'attaquant durant son passage à l'AGF Århus.

## Statistiques
| Saison                | Club                  | Championnat           | Championnat | Championnat | Coupe(s) nationale(s) | Coupe(s) nationale(s) | Compétition(s) continentale(s) | Compétition(s) continentale(s) | Compétition(s) continentale(s) | Play-offs | Play-offs | Total | Total |
| Saison                | Club                  | Division              | M.          | B.          | M.                    | B.                    | Comp.                          | M.                             | B.                             | M.        | B.        | M.    | B.    |
| 2015-2016             | AGF Aarhus            | Superligaen           | 6           | 0           | -                     | -                     | -                              | -                              | -                              | -         | -         | 6     | 0     |
| 2016-2017             | AGF Aarhus            | Superligaen           | 16          | 1           | 4                     | 0                     | -                              | -                              | -                              | 4         | 0         | 24    | 1     |
| 2017-2018             | AGF Aarhus            | Superligaen           | 22          | 2           | 2                     | 0                     | -                              | -                              | -                              | 5         | 2         | 29    | 4     |
| 2018-2019             | AGF Aarhus            | Superligaen           | 30          | 6           | 2                     | 0                     | -                              | -                              | -                              | 4         | 0         | 36    | 6     |
| Sous-total            | Sous-total            | Sous-total            | 74          | 9           | 8                     | 0                     | -                              | -                              | -                              | 13        | 2         | 95    | 11    |
| 2019-2020             | FC Copenhague         | Superligaen           | 31          | 5           | 2                     | 0                     | C1+C3                          | 4+11                           | 0+1                            | -         | -         | 48    | 6     |
| 2020-2021             | FC Copenhague         | Superligaen           | 23          | 5           | 2                     | 1                     | C3                             | 3                              | 0                              | -         | -         | 28    | 6     |
| 2021-2022             | FC Copenhague         | Superligaen           | 22          | 5           | 1                     | 0                     | C4                             | 12                             | 4                              | -         | -         | 35    | 9     |
| Sous-total            | Sous-total            | Sous-total            | 76          | 15          | 5                     | 1                     | -                              | 30                             | 5                              | -         | -         | 111   | 21    |
| 2022-2023             | Werder Brême          | Bundesliga            | 32          | 3           | 2                     | 0                     | -                              | -                              | -                              | -         | -         | 34    | 3     |
| 2023-2024             | Werder Brême          | Bundesliga            | 30          | 2           | 1                     | 0                     | -                              | -                              | -                              | -         | -         | 31    | 2     |
| 2024-2025             | Werder Brême          | Bundesliga            | 6           | 3           | 1                     | 0                     | -                              | -                              | -                              | -         | -         | 7     | 3     |
| Sous-total            | Sous-total            | Sous-total            | 68          | 8           | 4                     | 0                     | -                              | 0                              | 0                              | 0         | 0         | 72    | 8     |
| Total sur la carrière | Total sur la carrière | Total sur la carrière | 218         | 32          | 17                    | 1                     | -                              | 30                             | 5                              | 13        | 2         | 278   | 40    |

## Palmarès

### En club
FC Copenhague
- Championnat du Danemark (1) :
  - Champion : 2021-22.